# Catalan salat
 (février 2024).
Si vous disposez d'ouvrages ou d'articles de référence ou si vous connaissez des sites web de qualité traitant du thème abordé ici, merci de compléter l'article en donnant les références utiles à sa vérifiabilité et en les liant à la section « Notes et références ».

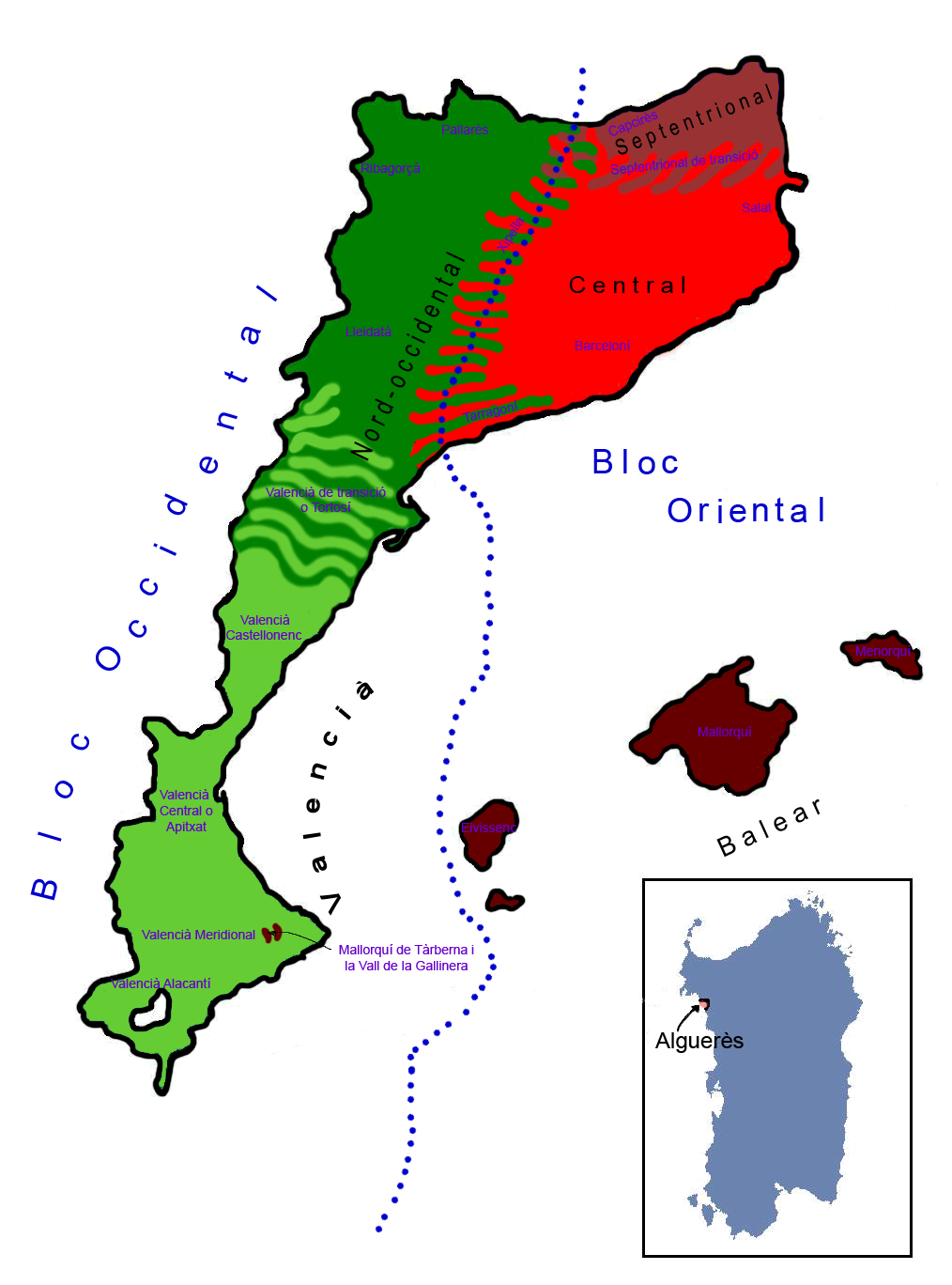
Dialectes du catalan

Le catalan salat ou parlar salat ("parler salé" en français) est un dialecte du catalan central parlé dans une petite frange du littoral des environs de Gérone, entre Blanes et Begur, et de façon isolée à Cadaqués. Cette variété subdialectale est caractérisée par une seule isoglosse morphologique : l'emploi de l'article salé.
Il consiste à utiliser les articles dits salats, qui viennent des démonstratifs latins : ipse, ipsa, et peut-être ipsum : es et so (masculin singulier), sa (féminin singulier), es, sos, ets (masculin pluriel), et ses (féminin pluriel). Le masculin es et le féminin sa se réduisent en s' devant un mot qui commence par une voyelle ou un H.
À l'apparition du catalan, cet article cohabitait avec celui qui est majoritaire aujourd'hui. Il a ensuite disparu dans la plupart des régions, mais il persiste à certains endroits en tant que caractéristique du dialecte local.
Dans certains dialectes, l'article salat es se prononce [əts] devant des mots commencées par un son vocalique.
Les articles salats ne sont jamais utilisés avant des noms de personnes. Dans ces cas, on utilise les articles en et na, réduits à n' avant un H ou une voyelle.

## Histoire
Au Moyen Âge, l'article salat était utilisé dans toute la Catalogne (là où on parle maintenant le catalan oriental central). On le retrouve souvent dans les toponymes : Sant Joan Despí (des Pi), Solivella (s'Olivella), Sant Llorenç Savall (sa Vall), Serra-de-Senferm (s'Enferm), Sant Esteve Sesrovires (ses Rovires). Au Pays Valencien, on retrouve des noms de famille d'origine toponymique Zaplana (< Saplana < Sa Plana), Espí, Saporta ou Savall.
Désormais, ce trait linguistique n'existe plus que dans le catalan baléare (sauf à Pollença), dans la plupart des villages de la Costa Brava et à Tàrbena. Il a récemment disparu du Vall de Gallinera et du Pays Valencien, qui ont été repeuplés par des Majorquins après l'expulsion des morisques.

### Recul du parler salat
Depuis la fin des années 1950, l'article salat est beaucoup moins utilisé sur la côte catalane, à cause du le tourisme, des migrations, des communications avec les autres régions et du manque de prestige de cette variante dialectale.
Au milieu du XXe siècle, les villages du littoral de Gérone ont connu une explosion démographique à cause de migrations depuis d'autres régions. Par conséquent, certaines particularités locales (dont l'article salat) ont disparu.
Le tourisme a également eu un impact fort. Les petites villes de la côte ont considérablement grandi et le système de vie y a changé, passant d'une activité de pêche au tourisme. De nombreux hôtels et résidences secondaires ont été construits. Beaucoup de pêcheurs changèrent de métier et devinrent hôteliers, barmen, etc.
Avec l'accélération des transports, les communications ont été intensifiées entre les différents bassins de vie. Le salat n'est plus utilisé que dans les zones les plus difficiles d'accès (par exemple à Begur).
L'article salat n'est généralement pas considéré comme prestigieux. Son utilisation est souvent hors de la langue écrite et de l'enseignement, ce qui a contribué à sa vision négative. En plus, les gens qui employaient le salat étaient souvent victimes de moqueries. Petit à petit, les locuteurs ont arrêté d'utiliser l'article salat jusqu'à l'arrêt complet de sa transmission inter-générationnelle.

## Particularités locales

### Îles Baléares
Après la préposition amb (avec) ou en (avec), on utilise so (son) et sos (ses), sauf à Pollença, où on utilise lo et los après amb.
Dans des cas de polysémie, on utilise parfois le déterminant littéraire à la place de l'article salat, pour permettre de distinguer les mots. Ainsi, on dit sa mà (la main), pour distinguer avec la mar (la mer, qui se prononce comme la mà). On l'utilise aussi en tant que marque de politesse (par exemple La Seu).

### Cadaqués

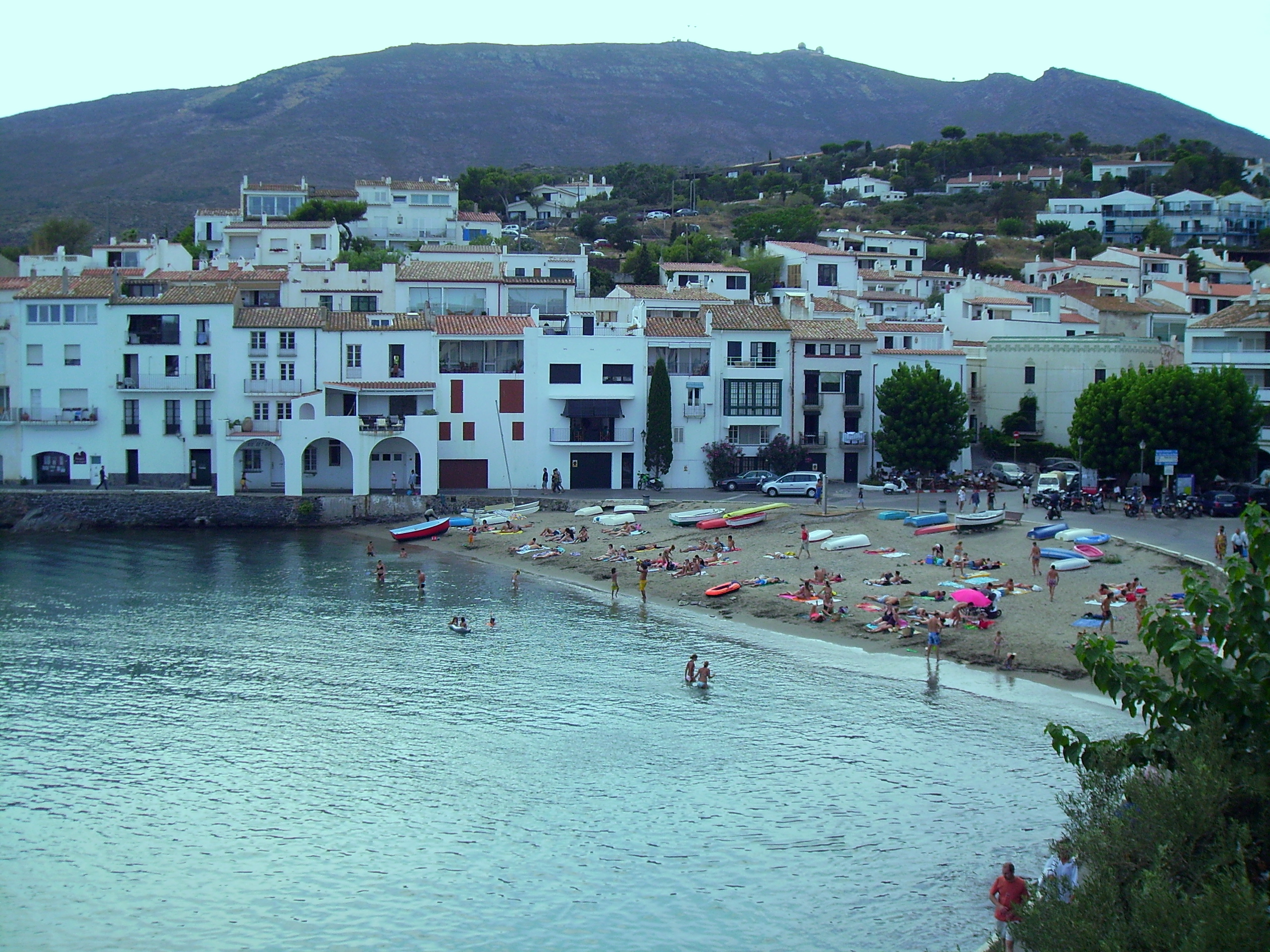
Cadaqués, le seul village de Catalogne où le parler salat a subsisté

Cadaqués est la seule ville du nord-est de la Catalogne où l'article salat est encore très utilisé. Or, les jeunes l'utilisent de moins en moins. Son usage décline à cause de l'influence du catalan standard et de la rupture de la transmission générationnelle. Cette tendance vers la perte du salat ne pourrait être freinée que par sa valorisation en tant que caractéristique locale à protéger.